# Типика (кофе)
Кофе «Typica» (Typica coffee) — это сорт кофе, производимый из «арабики», известный уже более трех веков.

## История
Кофе «Typica» был впервые обнаружен на индонезийском острове Ява в восемнадцатом веке.  В 1710-х годах этот сорт был доставлен голландцами в ботанические сады Европы. В 1720 году капитан пехоты Габриэль де Кльё привез на остров Мартиника кофейное дерево сорта «Typica»  и еще два других садовых растения, взятые из Амстердамского ботанического сада. Эти  растения, привезенные с Явы, правительство Нидерландов подарило Франции. Между 1748 и 1790 годами кофе «Typica» с Мартиники завезли во французские и испанские колонии: Санто-Доминго, Кубу , Мексику и в Центральную Америку  Так сорт «Typica», наряду с сортом «Бурбон», который французы выращивали на острове Реюньон стали двумя самыми культивируемыми сортами «арабики» в мире. В настоящее время уже доподлинно известно, что именно сорт «Typica» является прямым потомком первых кофейных деревьев, найденных в Эфиопии и затем перевезенных в Йемен в период между XV и XVI веками. Именно с территории Йемена первые кофейные зерна сорта «Typica» попали в Индию, а оттуда на индонезийский остров Ява.

## Производство
Также как и кофе сорта «Бурбон», кофе сорта «Typica», часто выращивают на высоте от 1000 до 2000 метров над уровнем моря или немного ниже. Но урожайность этого сорта в среднем на 20-30% ниже, чем у кофе сорта «Бурбон». Качество обоих продуктов почти одинаково, хотя «Бурбон», по общему признанию, немного превосходит «Typica» по вкусу.